# 데이비드 하이드 피어스
데이비드 하이드 피어스(David Hyde Pierce, 1959년 4월 3일 ~ )는 미국의 배우이다. NBC 시트콤 《프레이저》(1993-2004)를 통해 프라임타임 에미상 코미디 시리즈 부문 남우조연상에 1994년부터 2004년까지 11년 연속 후보로 올랐으며 그중 4번 수상에 성공하였다. 또한 뮤지컬 《Curtains》(2007-08)로 2007년 토니상 뮤지컬 부문 남우주연상을 수상하였다.

## 출연 작품

### 영화
- 꼬마 천재 테이트 (1991)
- 피셔 킹 (1991)
- 시애틀의 잠 못 이루는 밤 (1993)
- 아담스 패밀리 2 (1993)
- 울프 (1994)
- 닉슨 (1995)
- 벅스 라이프 (1998) - 애니메이션
- 웻 핫 아메리칸 썸머 (2001)
- 오스모시스 존스 (2001) - 애니메이션
- 풀 프론탈 (2002)
- 보물성 (2002) - 애니메이션
- 다운 위드 러브 (2003)
- 헬보이 (2004)
- 퍼펙트 호스트 (2010)

### 텔레비전
- 프레이저 (1993-2004)
- 새터데이 나이트 라이브 (1995)
- 심슨 가족 (1997, 2007, 2014)
- 세서미 스트리트 (2012)
- 웻 핫 아메리칸 썸머: 퍼스트 데이 오브 캠프 (2014)
- 굿 와이프 (2014-15)